# Diòcesi de São Tomé i Príncipe
La diòcesi de São Tomé i Príncipe (en llatí Dioecesis Sancti Thomae in Insula), és una diòcesi africana de ritual llatí, directament subordinada a la Santa Seu, constituïda el 31 de gener de 1533 pel papa Climent VII per desmembrament de l'Arxidiòcesi de Funchal. Fou constituïda de facto en diòcesi en 1534, pel papa Pau III, aplegant aleshores Angola i Moçambic, i en fou el primer bisbe Diogo Ortiz de Vilhegas, més tard bisbe de Ceuta. It covers the territory of the Republic of São Tomé and Príncipe. A 2015, 112,000 or 57.4% of the inhabitants of São Tomé and Príncipe were catholic. Des de 1842 el seu territori aplega també tota la costa del golf de Guinea.

## Història
Per butlla de 20 de maig de 1596, el papa Climent VIII desmembrà els territoris del Congo, erigint el bisbat de São Salvador d'Angola i Congo (actual arxidiòcesi de Luanda). El segon bisbe de São Tomé fou el cèlebre Bernardo da Cruz, nomenat 1540. Infeliçment aquest tampoc va anar al bisbat, malgrat la insistència del papa Pau III. El tercer, Gaspar Cão, fou nomenat el 6 de juliol de 1554 pel papa Juli III, que va seguir el mateix camí que els dos primers. En 1562 l'enèrgic Pius IV l'amenaçà d'excomunió si no hi anava. Finalment va marxar cap a les illes, però el seu govern no fou gaire afortunat. Amb els seus mètodes el prelat va escandalitzar tant els sacerdots com als feligresos. El cardenal Henrique, Arquebisbe d'Évora, va iniciar un procés contra ell, però s'ignora el resultat.
En 1540 havia ocorregut un esdeveniment que, posteriorment, tindria serioses conseqüències, i fou aquesta la raó que va dur a molts dels nomenats a trigar en la presa de possessió. Es tracta del naufragi dels anomenats angolars. El dia 25 de gener de 1578 és escollit l'abat cistercenc Martinho de Ulhoa. Va tenir gravíssims conflictes amb Miguel Teles de Moura. El prelat va tornar a la metròpoli i el governador va morir en 1591. Un any després Martinho va renunciar al seu càrrec i va morir el 8 d'agost de 1606. Entre 1594 i 1595 es produí una nova revolta a l'illa per un conflicte entre el bisbe franciscà i el governador Fernando de Meneses. Francisco de Vilanova havia estat elegit el 17 de febrer de 1590 i hi arribà en 1592, assumint interinament el govern de l'illa, a causa de la mort del governador Duarte Peixoto. Quan en 1594 vingué de Lisboa el successor del governador Fernando de Meneses s'accentuà la lluita entre els dos que arribà a l'extrem quan el bisbe va excomunicar el governador. Aquest acte, que va molestar la població, va donar lloc a l'anomenada revolta dels angolars dirigida per un nadiu africà anomenat rei Amador. Aprofitant el desprestigi del governador el 9 de juliol de 1595 Amador es proclama rei de São Tomé. A revolta fou reprimida i Amador fou empresonat i condemnat per traïció en 1596. A causa d'aquests esdeveniments el bisbe fou cridat al regne i després tornà a São Tomé, on va morir el nadal de 1602.
El va succeir el dominic António Valente, natural de Lisboa, al qual Climent VIII nomenà bisbe el 30 d'agost de 1604. Va intentar reformar la diòcesi i s'enfrontà al capítol. Per tal d'evitar noves revoltes van portar molts dels rebels a Brasil, cosa que va provocar la decadència de les illes. En 1616, el governador Miguel Correia Baharem va tenir un govern agitadíssim, indisposant-se amb els colons. Fou substituït per Pedro da Cunha Lobo, qui també va assumir un temps el govern civil de les illes. Francisco Abreu fou alhora bisbe i governador i fou assassinat en 1627.
Actualment la diòcesi aplega el territori nacional de São Tomé i Príncipe, en una àrea total de 1.001 km², amb un total de 155.000 habitants, dels quals 112.931 catòlics, el 81,2% de la població distribuïda per 12 parròquies. Encara que el patró de la diòcesi és Tomàs apòstol, amb diada celebrada el 21 de desembre, el titular de la Seu Catedral és la Mare de Déu de Gràcia, que es commemora el 25 de març. Manuel António Mendes dos Santos és el seu bisbe diocesà des de l'1 de desembre de 2006, formant part de la Conferència Episcopal d'Angola i São Tomé i Príncipe.

## Llista de bisbes de São Tomé e Príncipe
1. Diogo Ortiz de Vilhegas (1533-1540)
2. Bernardo da Cruz, O.P. (1540-1553)
3. Gaspar Cão, O.S.A. (1554-1572)
4. Martinho de Ulhoa, O. Cist. (1578-1592)
5. Francisco de Vilanova, O.F.M. (1592) -1602)
6. António Valente, O.P. (1604-1608)
7. Jerónimo de Quintanilha, O. Cist. (1611-1614)
8. Pedro de São Agostinho Figueira de Cunha Lobo, O.S.A. (1615-1620)
9. Francisco de Soveral, O.S.A. (1623-1627)
10. Domingos da Assunção, O.P. (1627-1632)
11. Manoel a Nativitate do Nascimento, O.S.H. (1674-1677)
12. Bernardo de Santa Maria Zuzarte de Andrade, C.R.S.A. (1677-1680)
13. Sebastião de São Paulo, O.F.M. (1687-1690)
14. Timóteo do Sacramento, O.S.P. (1693-1696)
15. António da Penha de França, O.A.D. (1699-1702)
16. João de Sahagún, O.A.D. (1709-1730)
17. Lendra a Pietate, O.A.D. (1739-1740)
18. Tomas Luíz da Conceição, O.A.D. (1742-1744)
19. Ludovico das Chagas, O.S.A. (1745-1747)
20. António Nogueira (1753-1758)
21. Vicente do Espírito Santo, O.A.D. (1779-1782)
22. Domingo Rosario, O.P. (1782-1788)
23. Rafael de Castello de Vide, O.F.M. (1794-1800)
24. Caetano Velozo, O.F.M. (1802-1803)
25. Custódio de Santa Ana de Almeida, O.A.D. (1805-1812)
26. Bartolomeu dos Mártires de Maia, O.C.D. (1816-1819)
27. Governada per Vicaris Generals (1819-1941)
28. Moisés Alves de Pinho, C.S.Sp. (1941-1966)
29. Abílio Rodas de Sousa Ribas, C.S.Sp. (1984-2006)
30. Manuel António Mendes dos Santos, C.M.F. (2006)